# Котяги (Минский район)
Котяги (бел. Каця́гі) — деревня в Минском районе Минской области Беларуси. Входит в состав Михановичского сельсовета.

## География
Расположена в 9 км на юг от Минска, 6 км от железнодорожной станции Михановичи, между дорогами Н9531 и Н9060.

## История
В 1582 году село имения Пятевщина в Минском уезде Минского воеводства Великого Княжества Литовского, собственность И. Быковского. В 1710 году деревня на 15 дворов, есть таверна, собственность Патея. В 1791 году 28 дымов, корчма, собственность Прушинского и Язвинского.
В результате второго раздела Речи Посполитой 1793 года территория оказалась в составе Российской империи. В 1800 году деревня в Минском уезде Минской губернии, есть деревянная часовня, корчма, собственность князя Доминика Иеронима Радзивилла. В 1858 году собственность Ельских. В 1897 году есть хлебозапасный магазин, часовня на кладбище. 

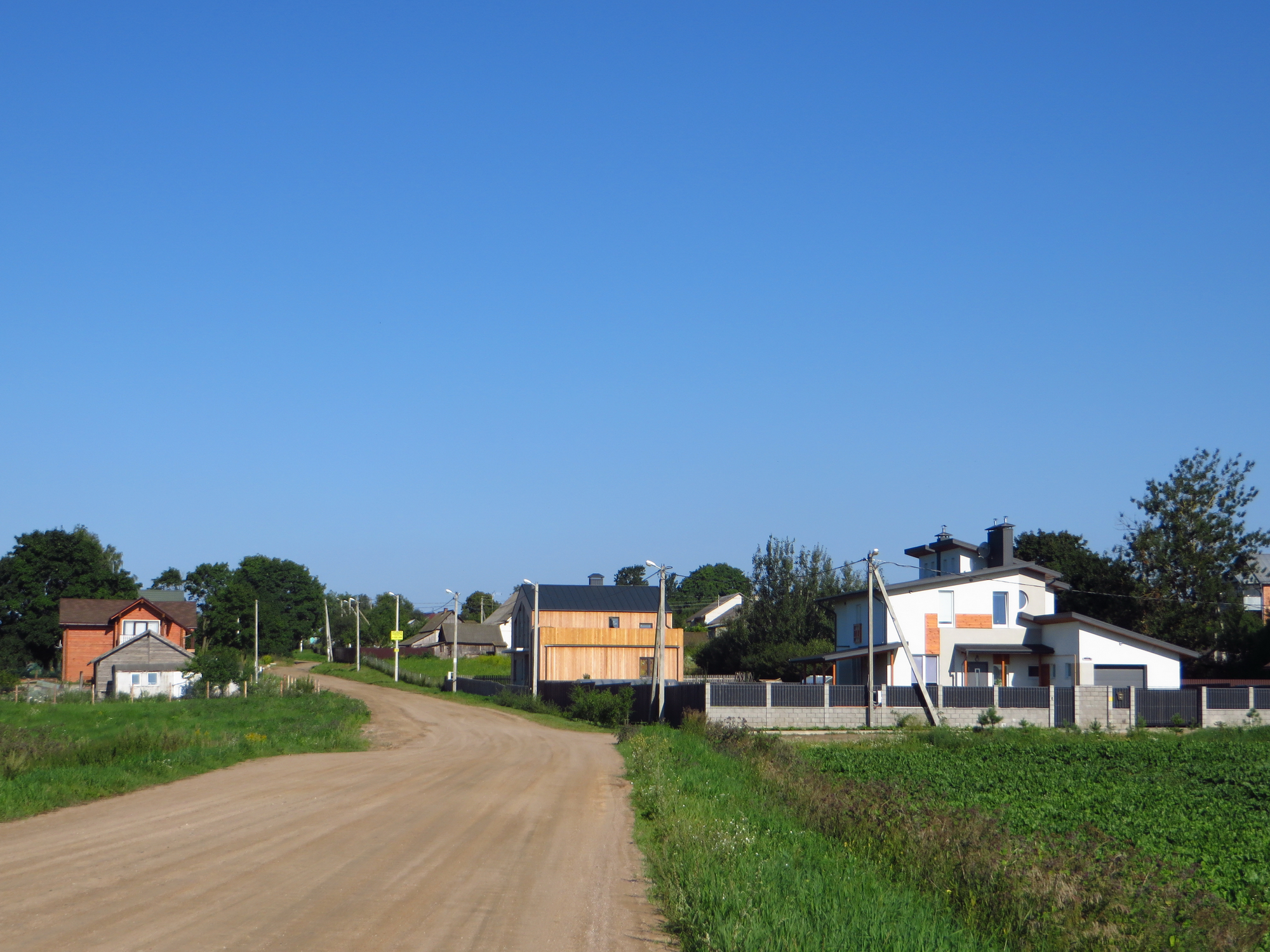

В 1909 году открыта церковно-приходская школа, с 1912 года народное училище.
С конца февраля 1918 года территория оккупирована войсками Германской империи. 25 марта 1918 года согласно Третьей Уставной грамоте провозглашалась частью Белорусской Народной Республики. В декабре 1918 года занята Красной Армией, с 1 января 1919 года в соответствии с постановлением I съезда КП(б) Беларуси она вошла в состав Советской Белоруссии, с 27 февраля 1919 года — в ЛитБел ССР. Во время польско-советской войны в августе 1919 — июле 1920 годов и в середине октября 1920 года под оккупацией Польши (Минский округ).
С 31 июля 1920 года в Белорусской ССР. С 20 августа 1924 года деревня в Гатовском, с 1927 года в Дергайском сельсовете Самохваловичского района Минского округа (до 26 июля 1930 года). В 1926 году в деревне работала кузница, распространенный столярный промысел. В 1927 году работала начальная школа. С 18 января 1931 года в ведении Минского городского Совета. С 26 мая 1935 года в Минском районе. С 20 февраля 1938 года в Минской области.
Во Вторую мировую войну с конца июня 1941 года до начала июля 1944 года деревня под оккупацией Германии. Сожжены 9 дворов, убиты 64 жителя.
5 марта 1959 года деревня передана из упраздненного Гатовского сельсовета в состав Самохваловичского сельсовета.

## Население
- 1800 год — 26 дворов, 230 жителей
- 1897 год — 65 дворов, 390 жителей
- 1917 год — 85 дворов, 555 жителей
- 1926 год — 104 двора, 567 жителей
- 1941 год — 107 дворов, 348 жителей
- 1999 год — 234 жителя (перепись населения)
- 2009 год — 247 жителей (перепись населения)

## Достопримечательность
- Курганный могильник. На север от деревни. 5 насыпей высотой 2,5 м, диаметром 12 м. Открыл в 1930 году археолог Антон Ринейский, обследовал в 1979 году археолог Валентин Соболь[3].